# Hypothyroïdie
 Mise en garde médicale
L'hypothyroïdie est une situation pathologique d'imprégnation insuffisante de l'organisme en hormones thyroïdiennes, normalement produites par la glande thyroïde. Les symptômes, d'intensité variable, sont notamment une fatigue, une somnolence, une frilosité, une constipation, une prise de poids, une pâleur cutanée, une raideur musculaire, des œdèmes (« myxœdème »).
Elle peut se compliquer d'insuffisance cardiaque ou de dépression et classiquement lorsque l'évolution est avancée, d'un coma myxœdémateux. In utero et chez le nouveau-né elle peut entraîner un retard mental (autrefois dénommé « crétinisme »).
La thyroïde étant sous le contrôle de la glande hypophysaire, les causes de l'hypothyroïdie relèvent de deux mécanismes principaux. Elle est dite primitive lorsque seule la thyroïde est atteinte, et secondaire lorsque c'est l'hypophyse qui est atteinte. Le diagnostic d'hypothyroïdie est établi par une prise de sang qui montre un taux anormalement bas d'une part de la thyroxine (taux normal dans les formes frustes) et d'autre part de thyréostimuline (TSH), dans des proportions variant selon mécanisme. 
L'hypothyroïdie est fréquente et le plus souvent d'origine primaire, d'expression fruste et affectant une femme. Les causes sont alors généralement une carence en iode, une pathologie auto-immune (telles que la thyroïdite de Hashimoto ou la thyroïdite atrophique), ou médicamenteuse (par exemple en rapport avec l'amiodarone). 

La plupart des hypothyroïdies secondaires sont dues à des tumeurs de la région hypophysaire comprimant la glande, ou à des séquelles locales de chirurgie ou de radiothérapie.
Le traitement est celui de la cause, lorsqu'il est possible. Le traitement substitutif de l'hypothyroïdie est la lévothyroxine, prescrite par un médecin et dont la surveillance est à la fois clinique (signes d'hypothyroïdie et d'hyperthyroïdie) et biologique (dosage de TSH). 

La prévention repose en premier lieu sur la supplémentation alimentaire en iode dans les zones déficitaires, notamment sous la forme de sel iodé.

## Épidémiologie
Cette maladie affecte plus souvent les femmes, surtout après 50 ans ; et des personnes qui ont des antécédents personnels ou familiaux de maladie de la thyroïde ou de maladie auto-immune (diabète de type 1, maladie cœliaque, etc.), et les femmes qui ont enfanté au cours de l’année.
Son incidence est de 0,3 % chez la femme et sa prévalence est de près de 3 % de la population (étude réalisée dans la population anglaise).
La grossesse peut causer une affection auto-immune transitoire de la glande thyroïde. L’hypothyroïdie peut alors survenir dans l’année suivant un accouchement (auquel cas elle dure de 6 à 12 mois en moyenne).
D'après une étude de cohorte, la mortalité sans traitement est augmentée en moyenne d'environ 15%.

## Causes
Les causes sont multiples. La grande majorité est représentée par l'hypothyroïdie primaire, autrement dit un dysfonctionnement au niveau de la glande thyroïde même. L'hypothyroïdie secondaire est due à un dysfonctionnement de l'hypophyse qui secrète alors en quantité insuffisante la TSH ou « hormone de stimulation de la thyroïde ». Enfin, cas très rare, l'hypothyroïdie peut être due à une résistance périphérique aux hormones thyroïdiennes.
À l’origine, l’hypothyroïdie était due essentiellement à une carence en iode. Depuis l’ajout de l’iode dans le sel de table, cette cause est devenue rare dans les pays industrialisés (mais reste fréquente dans les pays en voie de développement).

### Hypothyroïdie primaire
- carence chronique en iode ;
- thyroïdite qu'elle soit auto-immune (thyroïdite de Hashimoto) ou infectieuse (thyroïdite de De Quervain) ;
- cause iatrogène (thyroïdectomie au radioiode, effets secondaires de certains médicaments comme l'amiodarone, l'hypothyroïdie pouvant être transitoire, cédant à l'arrêt du traitement, ou définitive) ;
- maladie infiltrative (sarcoïdose, amyloïdose, hémochromatose…) ;
- trouble enzymatique de la thyroïde (génétique) ;
- dysgénésie thyroïdienne congénitale ;
- consommation d'aliments goitrogènes[3].

### Hypothyroïdie secondaire
- insuffisance hypophysaire
- lésion hypothalamique
- déficit en TSH

### Résistance périphérique aux hormones thyroïdiennes
C'est un syndrome rare caractérisé par des anomalies des récepteurs tissulaires des hormones thyroïdiennes qui altèrent la liaison entre l'hormone et sa cible.
Cette anomalie est partiellement compensée par une hyperproduction hormonale, ce qui limite l'hypothyroïdie.

## Clinique
Les premiers signes d'une hypothyroïdie sont souvent asymptomatiques et très légers. Cette affection peut être associée a un grand nombre de symptômes. Ils peuvent être dus à une pathologie causale sous-jacente à l'hypothyroïdie, à un effet de masse dû à un goitre, ou directement à la carence en hormones thyroïdiennes. Les signes sont listés ci-après,,.

### Premiers signes
Dans les formes débutantes, on peut rencontrer des signes :
- généraux : ongles cassants, peau sèche, démangeaisons, gain de poids, rétention d'eau[7],[8],[9], myxœdème, chute de cheveux ;
- neuropsychiques : dépression, pensées incessantes et rapides, insomnie ;
- neuromusculaires : réflexes déprimés, hypotonie, des crampes musculaires, douleurs articulaires, l'instabilité de l'humeur, l'irritabilité, constipation ;
- métaboliques : fatigue[10], somnolence, frilosité et intolérance au froid, sudation diminuée, ralentissement métabolique général ;
- cardiovasculaires : bradycardie ;
- endocriniens : infertilité (féminine), règles irrégulières et galactorrhée.

### Signes tardifs
Lorsque la maladie est plus évoluée, peuvent exister des signes :
- généraux : amincissement des sourcils (signe de Hertoghe), dessèchement de la peau du visage ;
- neuropsychiques : élocution ralentie et dysphonie, migration de la voix dans les graves à cause de l'œdème de Reinke (pseudomyxome des cordes vocales) ;
- neuromusculaires : syndrome du canal carpien et paresthésie bilatérale (fourmillement, picotements, engourdissement des extrémités tactiles) ;
- métaboliques : hypothermie ;
- cardiovasculaires : hypotension ;
- endocriniens : goître (dépendant de la cause de l'hypothyroïdie), baisse de la libido principalement chez les hommes[11] en raison d'une insuffisance de synthèse de la testostérone testiculaire.

### Signes moins fréquents
Plus rarement, peuvent être présents des signes :
- généraux : jaunissement de la peau causé par une déficience de conversion du bêta-carotène en vitamine A[12] (caroténodermie), visage/mains/pieds bouffis, grossissement du volume de la langue[13] ;
- neuropsychiques : troubles de la mémoire[14], psychose aiguë/schizophrénie dysthymique[réf. nécessaire], déficit d'attention[15], diminution du sens du goût et de l'odorat, surdité[16] ;
- neuromusculaires : difficultés à avaler, essoufflement avec un rythme respiratoire profond et lent.

## Examens complémentaires

### Biologie

#### Examens généraux
Il peut exister une hyperlipémie, plus rarement, une hypoglycémie.
Il peut exister une anémie due à une anomalie de synthèse de l'hémoglobine en rapport avec la diminution des niveaux d'érythropoïétine (EPO), la diminution de l'absorption du fer et du folate au niveau intestinal, ou à une carence en vitamine B12 consécutivement à l'anémie.
Il peut exister une altération de la fonction rénale avec diminution du débit de filtration glomérulaire.

#### Examens spécifiques
Le diagnostic repose sur le dosage de la TSH qui est augmentée dans les formes primaires (de loin les plus courantes).
Le dosage des hormones thyroïdiennes montre des taux bas, mais peut être normal dans les formes débutantes.
La recherche d'anticorps anti-peroxydase et anti-thyroglobuline est utile afin de détecter un mécanisme auto-immun.

### Imagerie
- Échographie du cou.
- Pas de scintigraphie thyroïdienne en cas d'hypothyroïdie.

## Complications
Les formes graves peuvent aller jusqu'à des troubles de la conscience, voire un coma, appelé « coma myxœdémateux ». L'hypothyroïdie peut également se compliquer d'une péricardite, d'épanchements pleuraux.
L'hypothyroïdie, même fruste, semble être corrélée avec le risque de survenue de maladies cardio-vasculaires. La correction de celle-ci n'entraîne cependant pas une modification du risque.

## Diagnostic

### Diagnostic positif
Le diagnostic est affirmé par un dosage hormonal guidé par la clinique. La T4 est abaissée sauf en cas de forme fruste (avec peu de symptômes). La TSH peut être basse ou augmentée selon la cause. En pratique seul le dosage de la TSH est réalisé dans un premier temps, et c'est en cas d'anomalie de celui-ci ou de forte conviction clinique que le dosage de T4 est fait.

### Diagnostic étiologique
Le contexte clinique peut orienter vers une cause. Cependant, le dosage des anticorps (anti-thyroperoxydase voire anti-thyroglobuline) est souvent réalisé, une échographie n'est quant à elle, et contrairement au bilan d'hyperthyroidie,  pas nécessaire au bilan initial.

## Traitement
La plupart du temps, le traitement doit faire appel à une substitution journalière en hormones thyroïdiennes, par voie orale. Il s'agit d'un traitement à vie qui exige un suivi médical impliquant également un dosage annuel de la TSH.
Le médicament le plus utilisé est la lévothyroxine qui doit être donnée à doses progressives chez le patient âgé ou porteur d'une maladie cardiaque. Il entraîne la normalisation du taux de TSH, mais qui peut être différée de plusieurs mois.

## Prévention
L'ajout d'iode dans le sel de cuisine est une mesure efficace pour prévenir la carence en iode, en particulier dans les pays en voie de développement.

### Dépistage
L'hypothyroïdie congénitale est dépistée systématiquement à la naissance en France, ce qui permet, avec un traitement approprié, d'éviter une affection autrefois dénommée crétinisme. Ce dépistage a été mis en place en 1975.
Le dépistage d'une hypothyroïdie chez l'adulte est conseillé en France :
- pour les femmes de plus de 60 ans avec antécédent de pathologie thyroïdienne ;
- pour toute personne avec antécédent de traitement à risque : chirurgie, radiothérapie, médicament (amiodarone, lithium, interféron).